# 518
Năm 518 là một năm trong lịch Julius.